# Ahlefeldtové

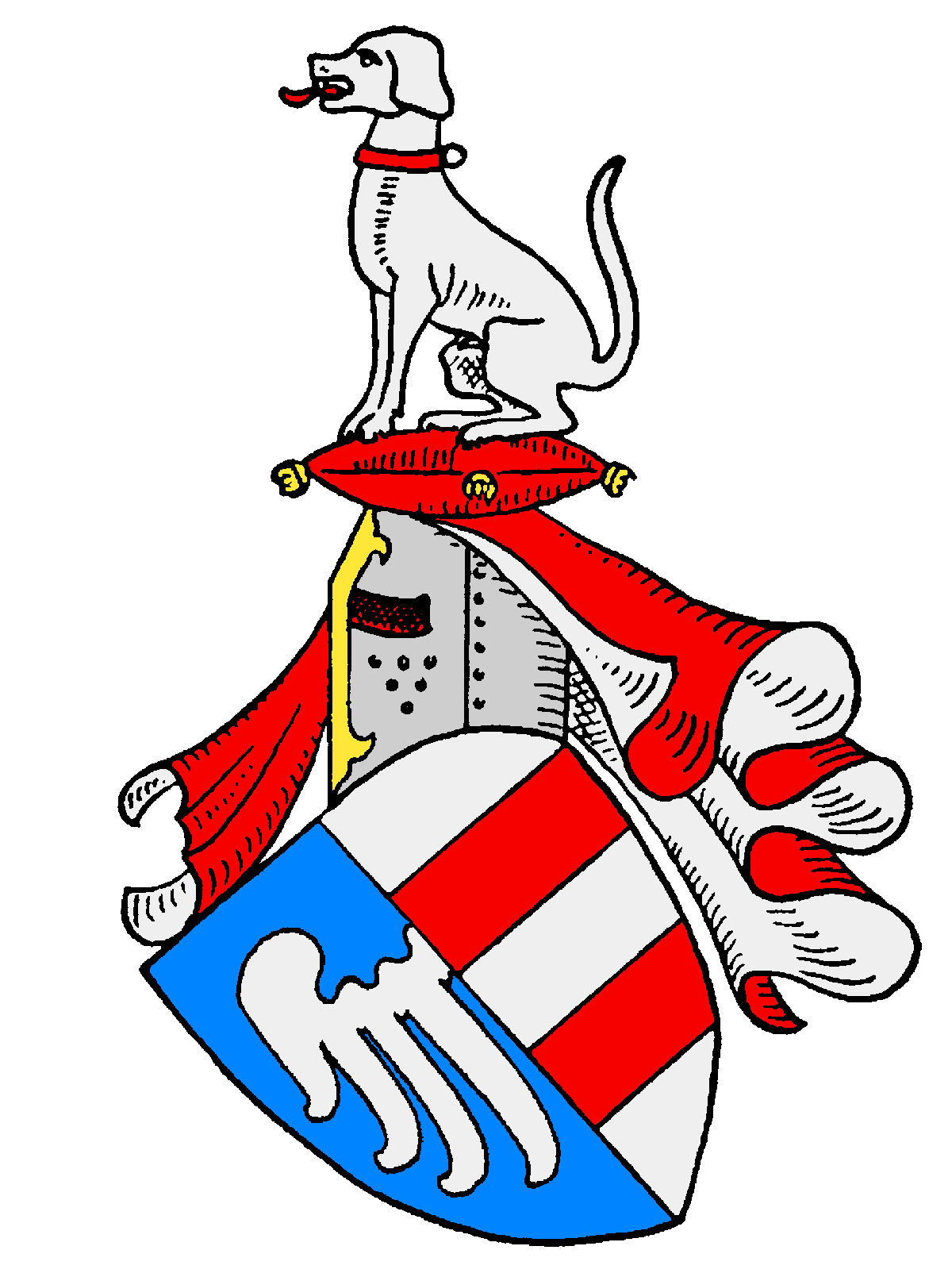
Erb rodu

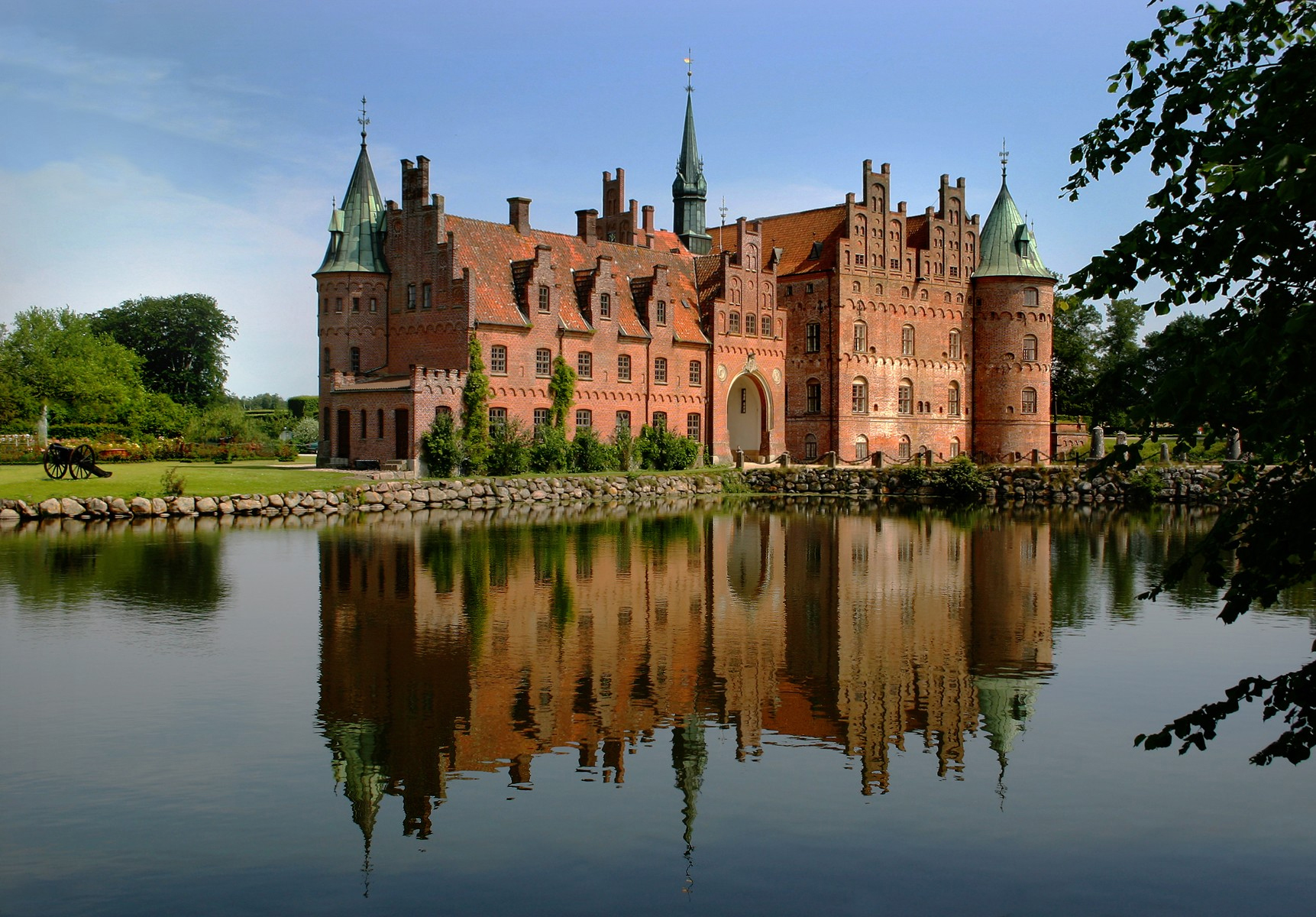
Vodní zámek Egeskov, od roku 1882 v majetku rodu

Ahlefeldtové též Ahlefeldové jsou dánský a německý šlechtický rod. Pochází z Holštýnska a patří k tzv. Equites Originarii (původním rytířům) tamní Ridderskab. Mají shodný erb s dalšími holštýnskými rody: žijícími Rumohry a vymřelými Botzendaly († kolem 1535) a Rastorpy († 1749). Podle vlastní rodové legendy ovšem odvozují skandinávské větve rodu svůj původ od prastarých vymřelých dánských rodů Hvide a Brahe, v Německu usazené větve upřednostňují výklad o původu od švábského hraběte Hunolda ze Schwabecku, jehož pravnuk Konrad zavraždil hraběte Hermanna I. z Winzenburgu, vládce Durynska a roku 1153 uprchl před trestem k dánskému králi Svenovi III.

## Historie
Nejstaršími známými členy rodu jsou v l. 1220 a 1221 zmínění Benedikt a Schack z Predöhlu (Benedictus et Scacco de Prodole). Doložená přímá nepřerušená rodu vede k Benediktovi Ahlefeldtovi († 1340) jehož synové a vnukové sloužili králi Valdemarovi IV. Dánskému a získali velký majetek v Dánsku.
V Šlesvicku zdědili majetek v Søgårdu, Noeru (dánsky Nøru), Königsförde-Lindau, Sakstorpu a Geltingu. Byli rovněž v letech 1662–1725 držiteli tamního zámku Gråsten (německy Gravenstein), dnes letního sídla dánské královské rodiny. V Holštýnsku zdědili majetky v Bossee, Lehmkulenu, Wittmoldu, Deutsch-Nienhofu, Emkendorfu, Kl. Nordsee, Haseldorfu a Fresenburgu.
Godske (německy Gottschalk) Ahlefeldt († 1541) byl posledním katolickým biskupem ve Schleswigu.
Královský nejvyšší rada Burchard Ahlefeldt získal roku 1672 titul dánského lenního hraběte (tj. hraběte s přímým držením lenního statku/hrabství Eskilsmark s tím, že titul lenního hraběte dědil vždy nejstarší syn, mladší, nedědící potomci byli "jen" titulárními hrabaty).

### Ahlefeldt-Laurvigen-Langeland
Jeho příbuzný Frederik Ahlefeldt (1623–1686) byl povýšen 14. prosince 1665 císařem Leopoldem I. na hraběte Svaté říše římské. Dále 7. května 1672 získal stejně jako Burchard titul dánského hraběte. Zdědil dánské hrabství (ostrov) Langeland a dále zakoupil ve francouzské části Lotrinska (v bývalém Knížecím biskupství metském) panství Réchicourt a ve francouzském Horním Alsasku svobodné panství Mörsberg.
Jeden z jeho vnuků, hrabě Christian Ahlefeldt, zdědil hrabství Laurvig v Norsku. 9. srpna 1785 obdržel královské povolení pro sebe a své potomky aby mohli používat jméno Ahlefeldt-Laurvigen, norské hrabství rod prodal roku 1805 a utržené peníze použil jako peněžní fideikomis.
Z téže větve pocházel Julius Ludvig, hrabě Ahlefeldt-Laurvig(en) (1849–1912), který se roku 1875 oženil s baronesou Camilou Jessy Bille-Brahe (1853–1927), s níž vyženil zámek a baronii Egeskov na ostrově Fyn a změnil jméno na Ahlefeldt-Laurvig-Bille.

### Ahlefeldt-Dehn
Pruská větev rodu, odštěpená roku 1783 a založená hrabětem Carlem Friedrichem (1750–1829), sídlila na šlesvickém zámečku Ludwigsburg v obci Waabs byla 12. března 1913 uznána jako svobodní páni Pruského království pod jménem Ahlefeldt-Dehn

### Ahlefeldtové a české země
Jedna členka rodu, Benedikta z Ahlefeldtu, byla v druhé polovině 17. století manželkou hraběte Kryštofa Rudolfa Bredy († 1680), pána panství Lemberk. Erb Ahlefeldtů tak zdobí krb v rytířském sále tohoto severočeského zámku.
Počátkem 19. století vlastnila Marie Terezie princezna z Thurn-Taxisu (1755–1823), provdaná za dánského hraběte Ferdinanda Christiana z Ahlefeldt-Laurvigen-Langelandu (1747–1815) velkostatky Trnová a Dobrovice a spoluvlastnila velkostatek Loučeň. Marie Terezie byla hudební skladatelka a klavíristka. Dlouhé roky působila s manželem, divadelním ředitelem, v Dánsku. Manželé se později přestěhovali do Prahy, kde také oba zemřeli.

## Majetek
- Olpenitz (dánsky Olpenæs) (v Kappelu)
- Køhoved (ve Schwansen (dánsky Svansu))
- Königsförde-Lindau (v Eider-Kanal)
- hrabství Langeland s hradem Tranekær
- Baronie Lehn
- Hrad Egeskov
- Hrad Tranekær, hrad Eriksholm, Fjællebro, Hjortholm, Møllerup, Skovsbo a hrad Ulstrup

## Galerie

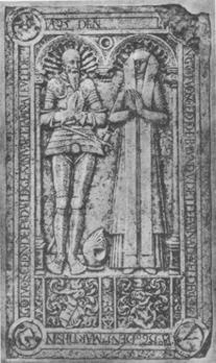
Detlev von Ahlefeldt (1480–1572)
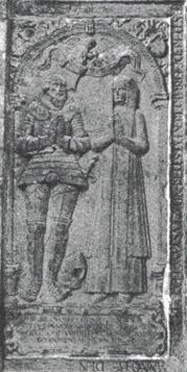
Benedikt von Ahlefeldt (1492–1513)
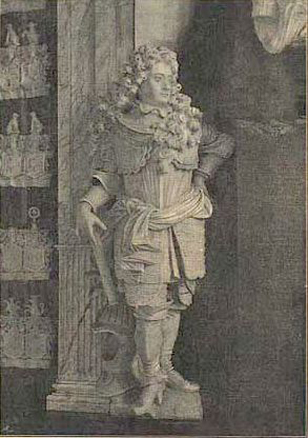
Hans von Ahlefeldt (1620–1694)
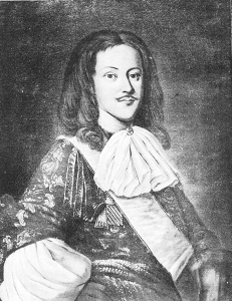
Burchard von Ahlefeldt (1634–1695)